# 李延考
李延考（？—528年5月17日），陇西郡狄道县（今甘肃省定西市临洮县）人，出自陇西李氏仆射房，北魏镇南将军、侍中、尚书仆射、清渊文穆公李冲第三子，北魏官员。

## 生平
正光五年（525年），李延考担任太尉外兵参军，后官至尚书屯田郎中。建义元年四月庚子（528年5月17日），李延考在河阴之变中遇害，北魏朝廷赠予侍中、车骑大将军、司空公、定州刺史，进封为临颍县公。
李延考曾与山伟、袁昇、李奂、王延业乘车并行，只有山伟略微居于后面。路上遇到一个尼姑，尼姑看着他们叹气说：“这些人的业缘是同日而死。”尼姑又对山伟说：“您临近天子，会做到好官。”李延考和袁昇、李奂、王延业都在河阴之变中遇害，果然和尼姑所说一样。

## 家族

### 父母
- 李冲，北魏镇南将军、侍中、尚书仆射、清渊文穆公
- 荥阳郑氏，刘宋散骑常侍，北魏冠军将军、豫州刺史、阳武靖侯郑德玄之女[2]

### 兄弟姐妹
- 李延寔，北魏使持节、侍中、太傅、录尚书事、东道大行台、都督、青州刺史、濮阳孝懿公
- 李休纂，北魏太子舍人
- 李长妃，嫁北魏使持节、镇北将军、相州刺史、文恭子荥阳郑道昭
- 李仲玉，嫁北魏司徒主簿荥阳郑洪建
- 李令妃，嫁北魏使持节、抚军、青州刺史、文子范阳卢道裕
- 李媛华，嫁北魏彭城王元勰，后追尊文穆皇后
- 李稚妃，嫁北魏轻车将军、尚书郎中、朝阳伯、清河崔勗
- 李稚华，嫁北魏太尉参军事河南元季海